# Třída HSY-56A
Třída HSY-56A je třída hlídkových lodí řeckého námořnictva. Někdy bývají kategorizovány jako korvety. Jedná se o zdokonalenou verzi předcházející třídy HSY-55. Celkem byly postaveny čtyři jednotky této třídy. Ve službě jsou od roku 2003.

## Stavba
Čtyři jednotky této třídy byly postaveny řeckou loděnicí Hellenic Shipyards ve Skaramangasu. Plavidla byla dokončena v letech 2003–2005.
Jednotky třídy HSY-55:
| Jméno            | Kýl založen | Spuštění na vodu  | Dokončení       | Status  |
| ---------------- | ----------- | ----------------- | --------------- | ------- |
| Makhitis (P266)  | 2001        | červen 2002       | 29. října 2003  | aktivní |
| Nikiforos (P267) | 2001        | 13. prosince 2002 | 30. března 2004 | aktivní |
| Aittitos (P268)  | 2002        | 26. února 2003    | 5. srpna 2004   | aktivní |
| Krataios (P269)  | 2002        | 30. října 2003    | 20. října 2005  | aktivní |

## Konstrukce

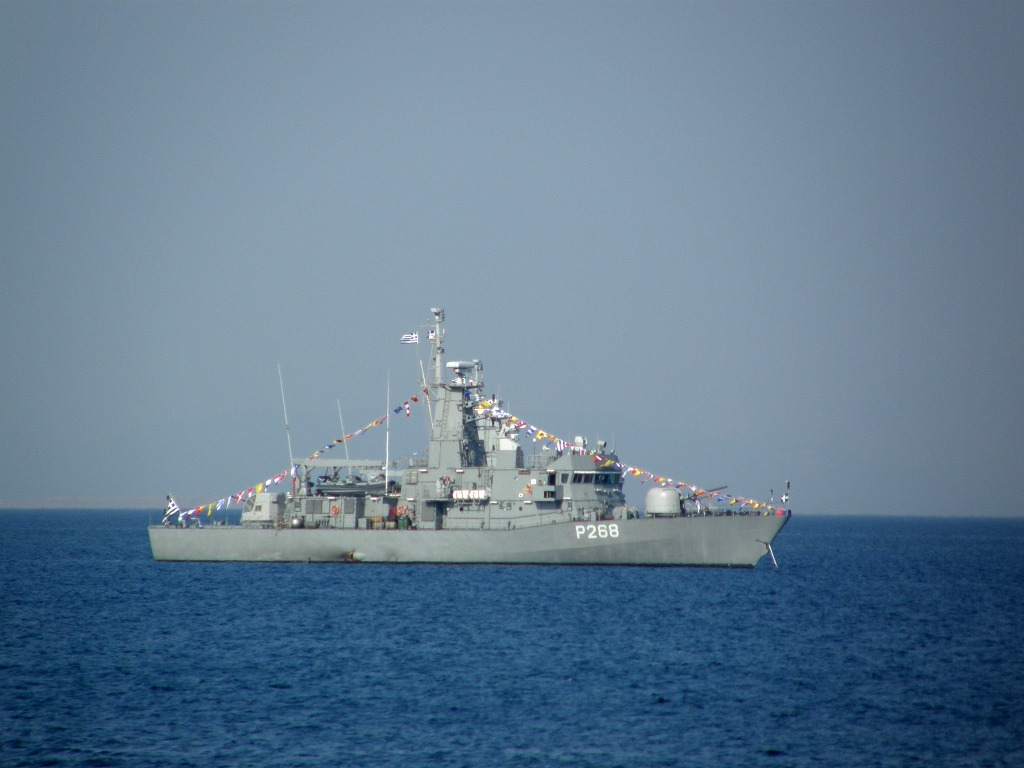
Aittitos (P 268)

Plavidla mají ocelový trup a nástavby ze slitin hliníku. Kromě 36 členů posádky mohou přepravovat až 25 vojáků. Jsou vybavena bojovým řídícím systémem TACTICOS, radaryBridgeMaster-E, Scout, Variant, LIROD Mk.2, elektro-optickým systém Mirador MSP-500 a systémem elektronického boje DR3000SLW. Na zádi nesou dva inspekčními čluny RHIB. Výzbroj tvoří jeden 76mm/62 kanón OTO Melara Compact ve věži na přídi, jeden 40mm/70 kanón Bofors na zádi a dva 20mm/90 kanóny Rh-202. Dále pojmou šestnáct námořních min Mk.55, nebo osmnáct min Mk.18, či 36 min Mk.6. V případě potřeby může být jejich výzbroj rozšířena o dva čtyřnásobné kontejnery protilodních střel Harpoon. Pohonný systém tvoří dva diesely Wärtsilä Nohab 16V25 o celkovém výkonu 10 000 hp, pohánějící dva lodní šrouby. Nejvyšší rychlost dosahuje 24 uzlů.

### Modernizace
Řecké námořnictvo se roku 2023 rozhodlo instalovat na všechny čtyři plavidla této třídy izraelskou zbraňovou stanicí Typhoon MLS-NLOS, vyzbrojenou osmi řízenými střelami Spike-NLOS s dosahem 25 kilometrů.